# تفجير ريشون لتسيون 2002
تفجير ريشون لتسيون (7 مايو 2002)، هو عملية انتحارية وقعت في صالة قمار في المنطقة الصناعية الجديدة في ريشون لتسيون، إسرائيل. أسفر الهجوم عن 16 قتيلاً و55 جريحاً.

## تفاصيل الهجوم
في 7 مايو 2002، عند الساعة 11:03 م، قام فلسطيني بتفجير جهاز متفجر في صالة قمار شيفيلد المكتظة بالناس في المنطقة الصناعية الجديدة في ريشون لتسيون، الواقعة على بعد 10 كم فقط جنوب تل أبيب، ما أدى لمقتل 15 شخصاً وإصابة 55 آخرين، 12 منهم في حالة خطرة.
فور وقوع الحادث، قامت أطقم الإسعاف بنقل المصابين إلى مستشفيات وولفسون في حولون، والى مستشفى إيخيلوف ومستشفى آساف هروفيه في تل أبيب، ومركز شيبا الطبي في تل هشومير. وأدى الانفجار إلى سقوط قسم من سقف المبنى. وهرعت قوات الدفاع المدني إلى مكان الحادث وعملت طوال ساعات الليل على إزالة الحطام والبحث عن المصابين الذين احتجزوا تحت الانقاض.
على عكس المعتاد في المباني العامة في إسرائيل، لم تكن هناك حراسة على مدخل الصالة. قالت شرطة إسرائيل إن المفجر كان يحمل حقيبة مليئة بالمتفجرات كما كان يرتدي حزاماً ناسفاً، وأن شهود عيان لاحظوا شحصاً غريباً خطا عدة خطوات داخل الصالة وفجر عبوته الناسفة، بحيث لم يكن هناك وقت للفرار، وكان في القاعة حوالي 200 شخص، حسب التحقيق الأولي للشرطة. وقدرت الشرطة الوزن الإجمالي للمتفجرات أنه يتراوح بين 7 إلى 8 كجم، ولم يعرف نوع المتفجرات المستخدم في الهجوم.

## ما بعد الحادث
جاءت هذه العملية في نفس التوقيت الذي كان يجتمع فيه رئيس وزراء إسرائيل أرئيل شارون مع الرئيس الأمريكي جورج بوش، وقرر قطع زيارته للولايات المتحدة بعد علمه بالحادث.
تبنت حركة حماس العملية، حيث صرح مصدر في كتائب الشهيد عز الدين القسام لوكالة فرانس برس أن العملية "الفدائية" جاءت رداً على مجزرة جنين الشهر الماضي، وتوعدت بعمليات جديدة وبالجهاد ضد جميع الإسرائيليين.
أصدرت القيادة الفلسطينية بياناً في اليوم التالي للعملية، أدانت فيه بشدة "العملية العنيفة ضد المدنيين الإسرائيليين"، كما جاء فيه أن توقيت هذه العملية يهدف إلى وصم الشعب الفلسطيني بتهمة الإرهاب، وأن الجماعات المنفذة لمثل هذه العمليات إنما تعمل ضد مصالح الشعب الفلسطيني.
في 22 مايو، بعد الهجوم بأسبوعين، وقعت عملية انتحارية ثانية في منطقة للمشاة في ريشون لتسيون أيضاً، وأسفرت هذه المرة عن 4 قتلى و50 مصاباً. وتبنت كتائب شهداء الأقصى العملية، وقالت أنها جاءت انتقاماً لمقتل جهاد جبريل في بيروت. في المقابل أدانت القيادة الفلسطينية العملية التي وصفتها "بالإرهابية".